# Campionato mondiale di scherma 1965
Il Campionato mondiale di scherma del 1965 si è svolto a Parigi in Francia. Le competizioni sono iniziate il 1º luglio e sono terminate il 12 luglio 1965.
Sono stati assegnati 2 titoli femminili e 6 titoli maschili:
- femminile
  - fioretto individuale
  - fioretto a squadre
- maschile
  - fioretto individuale
  - fioretto a squadre
  - sciabola individuale
  - sciabola a squadre
  - spada individuale
  - spada a squadre

## Risultati

### Uomini
| Evento                          | Oro                                                                                           | Argento                                                                                         | Bronzo                                                                                         |
| Spada                           |                                                                                               |                                                                                                 |                                                                                                |
| Spada individuale (dettagli)    | Zoltán Nemere                                                                                 | Bill Hoskyns                                                                                    | Guram Kostava                                                                                  |
| Spada a squadre (dettagli)      | Francia Yves Boissier Jacques Brodin Claude Bourquard Yves Dreyfus Jacques Guittet            | Regno Unito Nicholas Halsted Bill Hoskyns Peter Jacobs Allan Jay John Pelling                   | Unione Sovietica Vladimir Donin Bruno Habārovs Guram Kostava Grigorij Kriss Aleksej Nikančikov |
| Fioretto                        |                                                                                               |                                                                                                 |                                                                                                |
| Fioretto individuale (dettagli) | Jean-Claude Magnan                                                                            | Daniel Revenu                                                                                   | German Svešnikov                                                                               |
| Fioretto a squadre (dettagli)   | Unione Sovietica Mark Midler German Svešnikov Jurij Rudov Viktor Putjatin Jurij Sisikin       | Polonia Witold Woyda Egon Franke Janusz Różycki Adam Lisewski Zbigniew Skrudlik                 | Francia Jean-Claude Magnan Jacques Courtillat Daniel Revenu Pierre Rodocanachi Christian Noël  |
| Sciabola                        |                                                                                               |                                                                                                 |                                                                                                |
| Sciabola individuale (dettagli) | Jerzy Pawłowski                                                                               | Miklós Meszéna                                                                                  | Zoltán Horváth                                                                                 |
| Sciabola a squadre (dettagli)   | Unione Sovietica Umjar Mavlichanov Mark Rakita Nugzar Asatiani Jakov Ryl'skij Boris Mel'nikov | Italia Giampaolo Calanchini Wladimiro Calarese Pierluigi Chicca Paolo Narduzzi Cesare Salvadori | Francia Claude Arabo Robert Fraisse Jacques Lefèvre Marcel Parent Jean Ramez                   |

### Donne
| Evento                          | Oro | Argento                                                                                      | Bronzo                                                                                         |
| Fioretto                        | |                                                                                              |                                                                                                |
| Fioretto individuale (dettagli) | Galina Gorochova | Olga Orban-Szabo                                                                             | Valentina Prudskova                                                                            |
| Fioretto a squadre (dettagli)   | Unione Sovietica Galina Gorochova Valentina Prudskova Valentina Rastvorova Nadežda Kondrat'eva Tat'jana Petrenko-Samusenko | Romania Ileana Gyulai-Drîmbă Ecaterina Iencic-Stahl Olga Orban-Szabo Suzana Tași Maria Vicol | Italia Bruna Colombetti Mariangela Fissore Giulia Lorenzoni Giovanna Masciotta Antonella Ragno |

## Medagliere
| Posizione | Nazione          |   |   |   | Totale |
| --------- | ---------------- | - | - | - | ------ |
| 1         | Unione Sovietica | 4 | 0 | 4 | 8      |
| 2         | Francia          | 2 | 1 | 2 | 5      |
| 3         | Ungheria         | 1 | 1 | 1 | 3      |
| 4         | Polonia          | 1 | 1 | 0 | 2      |
| 5         | Romania          | 0 | 2 | 0 | 2      |
| 5         | Regno Unito      | 0 | 2 | 0 | 2      |
| 7         | Italia           | 0 | 1 | 1 | 2      |
| Totale    | Totale           | 8 | 8 | 8 | 24     |